# Variété régionale
Ne doit pas être confondu avec Langue régionale ou Dialecte.
En linguistique, le syntagme variété régionale ou territoriale dénomme une variété de langue limitée à une certaine zone géographique,,,,. Dans la plupart des linguistiques, comme la française, l’allemande, la roumaine ou la hongroise, on l’appelle traditionnellement et couramment « dialecte » tout court,,,,. On trouve aussi, en tant que synonymes de « variété régionale », les termes « régiolecte », « géolecte » et « topolecte ». Dans la linguistique américaine surtout, on utilise le terme « dialecte » pour toute variété régionale ou sociale, et de ce fait on y rencontre le syntagme « dialecte régional ».

## Caractéristiques de la variété régionale
Une variété régionale se caractérise par des traits phonétiques, lexicaux, phraséologiques, morphologiques et syntaxiques qui la différencient des autres variétés régionales et de la variété standard de la langue, si elle a une telle variété, mais ces types de traits ne sont pas tous concernés dans la même mesure. Les plus grandes différences se trouvent dans les domaines phonétique, lexical et phraséologique, et les moindres dans le domaine de la syntaxe,,,.

### Géographie linguistique
Du point de vue spatial il y a des variétés régionales qui forment une chaîne, font partie d’un continuum dialectal géographique, par exemple le dialecte lombard de l’italien, le gascon de l’occitan, l’aragonais de l’espagnol, etc. Certains traits les relient aux variétés voisines, d’autres les en séparent. De ce point de vue, d’autres variétés régionales sont parlées sur des territoires discontinus. Tel est, par exemple, le dialecte des Csángós de Moldavie par rapport aux autres dialectes hongrois, ou ce que des linguistes roumains appellent les dialectes du roumain : le daco-roumain, l’aroumain, le mégléno-roumain et l’istro-roumain. Tels sont également les dialectes du peul, langue parlée dans dix-sept pays de l’Afrique de l’Ouest, sur la bande de savane du sud du Sahara, de la Mauritanie et du Sénégal jusqu’au Tchad. Elle comprend quinze aires dialectales principales séparées par des aires où on parle des centaines d’autres idiomes.
En principe, les variétés régionales d’une même langue se caractérisent par une intelligibilité mutuelle au moins partielle, mais le degré d’intelligibilité entre deux variétés diminue, dans le cas d’un continuum dialectal, à mesure que le nombre de variétés se trouvant entre elles augmente.
Entre variétés voisines il n’y a pas de frontières nettes. Les linguistes s’occupant de géographie linguistique tracent sur des cartes des lignes qui délimitent l’aire de certains traits linguistiques enregistrés au cours d’enquêtes dialectales. Ces lignes sont appelés avec un terme général isoglosses qui, en fonction de l’aspect concerné de la langue, sont des isophones, des isolexes, des isomorphes ou des isosèmes. Certaines isoglosses coïncident, d’autres non, certains traits s’étendant jusqu’à un point, d’autres allant plus loin, mais elles forment toutes des faisceaux qui représentent une zone de passage entre variétés voisines,,.

### Hiérarchie des variétés régionales
En général, la variété régionale est considérée comme faisant partie d’une série hiérarchique, ayant pour supraordonnée la langue. Selon certains linguistes, elle a comme subordonné immédiat le sous-dialecte, parlé sur un territoire plus restreint que celui du dialecte dont il fait partie. Par exemple, selon l’idée que le roumain a quatre dialectes, l’un étant le daco-roumain, on considère traditionnellement que celui-ci a cinq sous-dialectes : celui de Munténie, celui de Moldavie, celui du Banat, celui de Crișana et celui du Maramureș. À son tour, un sous-dialecte ou un dialecte peut subordonner des variétés appelées « parlers », existant sur un territoire encore plus restreint. Le sous-dialecte de Crișana, par exemple, comporte les parlers de Bihor, celui du pays des Moți, celui du Someș et celui du pays d’Oaș. Un parler peut être limité même à une vallée ou à une localité, ex. dans le sous-dialecte de Crișana, le parler de la vallée de Crișul Negru ou de la commune de Scărișoara.

## Variété régionale et langue
En perspective diachronique, le rapport entre variété régionale et langue est lié à la diversification des langues. On considère en général qu’à l’origine d’une famille de langues il y a une proto-langue. Au cours du temps, celle-ci se divise en variétés régionales, premièrement à cause des distances géographiques entre elles, celles-ci se différencient de plus en plus, elles donnent naissance à des langues différentes, et ce cycle se répète plusieurs fois.
La relation entre la notion de variété régionale et celle de langue est complexe. On a constaté qu’un continuum dialectal comprend non seulement des dialectes d’une entité considérée comme une langue, mais aussi des dialectes d’autres entités également considérées comme des langues. Dans un tel continuum, d’une part, des dialectes d’une entité considérée comme une langue peuvent ne pas être mutuellement intelligibles. Telles sont six divisions du chinois, considérées par certains linguistes comme des langues apparentées mais différentes, entre lesquelles seule l’écriture assure la compréhension. D’autre part, des entités considérées comme des langues à part peuvent être mutuellement intelligibles, par exemple, dans la famille des langues turciques, le turkmène, l’ouzbek, le kazakh, le kirghize et l’ouïghour. 
La sociolinguistique distingue deux catégories principales de langues. Une langue Abstand (ou « par distance ») est une langue dont les dialectes ne peuvent en aucun cas être considérés comme ceux d’une autre langue. Tel est le coréen, par exemple, sans intelligibilité mutuelle avec aucune autre langue, avec une très bonne intelligibilité entre ses dialectes, avec une variété standard et une écriture unitaires, bien qu’il soit la langue nationale de deux États très différents de certains points de vue extra-linguistiques. Par contre, les langues turciques susmentionnées sont des langues Ausbau (ou « par élaboration »). Leur statut de langues est déterminé par le fait que chacune a été standardisée séparément, pour des raisons historiques et politiques. Par conséquent, seule une langue Abstand peut être considérée comme une langue aussi bien du point de vue strictement linguistique que du point de vue sociolinguistique. Une langue Ausbau est une langue seulement du point de vue sociolinguistique, étant en fait un dialecte ou un groupe de dialectes d’une langue Abstand, son statut de langue étant établi sur des critères extra-linguistiques, pour contribuer à la formation d’une nation à part en tant que langue nationale et pour servir à un État à part en tant que langue officielle.
La difficulté de distinguer dialecte et langue se reflète également dans les différences d’opinion des linguistes. Dubois 2002, par exemple, cite parmi les dialectes du français métropolitain le bourguignon, le champenois, le franc-comtois, le gallo, le lorrain, le picard, le poitevin, le saintongeais et le wallon, alors que selon Bernard Cerquiglini ce sont des langues. Elles ont d’ailleurs obtenu, à côté d’autres idiomes, le statut officiel de langues régionales.
Concernant le roumain, alors que pour certains linguistes roumains, le daco-roumain, l’aroumain, le mégléno-roumain et l’istro-roumain sont des dialectes d’une même langue, d’autres linguistes, comme  George Giuglea (en), Alexandru Graur (en) et Ion Coteanu (de) les considéraient comme des langues à part à cause de leur évolution séparée et différente, avec leurs histoires spécifiques. Par conséquent, ils voyaient des dialectes dans les variétés appelées plus haut sous-dialectes, c’est-a-dire le dialecte de Munténie, celui de Moldavie, celui du Banat, celui de Crișana et celui du Maramureș.

## Variété régionale et variété standard
Entre variété régionale et variété standard de la langue il y a un rapport étroit, ainsi que des ressemblances et des différences.
Les ressemblaces consistent en ce que les deux sont des systèmes complets, cohérents, descriptibles par les mêmes méthodes, et ont essentiellement les mêmes possibilités quant à la force expressive, la régularité, la logique, la capacité à nuancer, la complexité, etc., assurant la communication efficace dans leur rayon d’action.
Les différences consistent en ce qui suit :
- Chronologiquement, les dialectes précèdent la variété standard, dans le cas de nombreuses langues, l’un ou plusieurs étant la source de cette dernière, en general celui de la région ou se trouve la capitale du pays. Ainsi, pour le français, la base de la variété standard est le dialecte de la région entourant Paris ; pour le russe – celui de Moscou ; pour l’anglais – celui de Londres, pour le tchèque – celui de Prague ; pour le japonais – celui de Tokyo[9], pour l’italien – celui de Florence ; pour l’espagnol – celui de la Castille ; pour le roumain – celui de Munténie[4] ; pour le hongrois – celui du nord-est[5], etc. La variété standard retient la plupart des particularités du dialecte de base, auxquelles elle ajoute certaines particularités des autres dialectes[4].
- Les dialectes sont des créations spontanées et ont une évolution spontanée, alors que la variété standard est le fruit d’un processus historique plus ou moins long, influencé par des facteurs extra-linguistiques : culturels, économiques, sociaux, politiques, etc.[4], étant élaborée par des lettrés et des linguistes.
- Un dialecte est limité quant à son territoire, mais la variété standard est répandue sur tout le territoire de la nation qui utilise la langue.
- Une autre limitation du dialecte concerne son domaine d’utilisation qui est la famille, le cercle d’amis, éventuellement le lieu de travail. La variété standard aussi a sa limitation, étant la langue parlée et écrite dans le système scolaire, l’administration publique, les milieux scientifiques.
- Les catégories sociales qui emploient les dialectes sont en général modestes, surtout rurales, tandis que les individus qui utilisent la variété standard sont surtout de la classe moyenne et de l’élite.
- Le dialecte est moins compris au-delà de ses limites que la variété standard, qui est comprise par la grande majorité des utilisateurs de la langue.
- Le dialecte a également une fonction de manifestation et de conservation de l’identité locale, un facteur de cohésion de la communauté locale, par rapport à la variété standard, qui est un facteur de cohésion de la nation.

Toutes les variétés d’une langue constituent un continuum, ainsi, variétés régionales et variété standard s’influencent réciproquement, l’impact de la variété standard sur les premières étant plus important qu’inversement. Les dialectes qui constituent un continuum géographique et appartiennent à une langue qui a sa variété standard, sont convergents, présentant une tendance d’unification, se rapprochant tous de la variété standard, comme les variétés régionales du roumain de Roumanie ou celles du hongrois de Hongrie, à la différence des dialectes isolés, qui sont divergents, tel celui des Csángós, surtout s’il n’y a pas de variété standard qui leur correspond.
Dans les langues à variété standard, les dialectes perdent d’autant plus de terrain, que le niveau de développement des pays en cause est plus élevé. L’un des facteurs importants qui y contribuent est la scolarisation. Plus elle concerne d’individus, plus la variété standard se répand, et plus leur niveau de scolarisation est élevé, mieux la variété standard est acquise, gagnant ainsi du terrain. D’autres facteurs ayant le même effet sont l’industrialisation et l’urbanisation qui mènent à des mouvements et à des mélanges de populations de régions différentes, ainsi que l’impact des médias sur toute la société. Les gens concernés soit pratiquent la diglossie, en adaptant les variétés de langues qu’ils possèdent aux situations de communication où ils se trouvent, soit ils abandonnent leur dialecte. La perte de terrain des dialectes est également favorisée par le manque de prestige qui les affecte par rapport au prestige dont jouit la variété standard, dévalorisation qui passe dans la conscience d’au moins une partie des locuteurs de dialectes.
Toutefois, les variétés régionales influencent à leur tour des variétés de langue d’autres types. Ainsi, des régionalismes passent dans la variété standard. Le cas le plus fréquent est celui des emprunts entre langues voisines, qui passent d’abord dans un dialecte ou des dialectes de la langue réceptrice, et ensuite dans la variété standard de celle-ci. Tel est le cas, par exemple, de mots et de suffixes de dérivation lexicale roumains d’origine hongroise, comme belșug « abondance » ou -eș (par exemple dans trupeș « corpulent »), passés d’abord dans le roumain de Transylvanie, puis répandus sur tout le territoire de la langue roumaine. Le même phénomène est observable dans le sens inverse : des mots hongrois d’origine roumaine, tel áfonya « mirtille », passés d’abord dans le hongrois de Transylvanie, puis adoptés par le standard général du hongrois.
L’influence des variétés régionales sur la langue de la littérature artistique est mieux perceptible. Des régionalismes y sont employés pour des raisons stylistiques, lorsque des écrivains souhaitent donner de la couleur locale à des œuvres dont l’action a lieu dans une certaine région, ou pour réaliser un effet de style archaïsant. Dans la littérature française, les régionalismes sont caractéristiques surtout pour des écrivains de régions extérieures à la France métropolitaine, comme Antonine Maillet (Acadie) ou Simone Schwarz-Bart (Guadeloupe).
Une forme intermédiaire orale entre variété régionale et variété standard est appelée « interdialecte » dans la linguistique roumaine et « langue commune régionale » dans la linguistique hongroise. Dans une première étape du nivellement des différences, il y a des faits de langue standard dans le dialecte, mais les traits dialectaux sont encore dominants, ensuite c’est la variété standard parlé dans la région en cause qui présente des nuances dialectales, les traits standard devenant cette fois dominants. Ainsi, même les personnes cultivées des villes de province parlent délibérément la variété standard avec des traits phonétiques du dialecte de leur région, pour elles l’interdialecte ayant le même prestige que la variété standard générale. On rencontre le même phénomène dans le Midi de la France, où la prononciation du e caduc est générale, y compris dans des positions où elle n’est pas recommandée par le français standard.

## Sources bibliographiques
- (ro) Bidu-Vrănceanu, Angela et al., Dicționar general de științe. Științe ale limbii [« Dictionnaire général des sciences. Sciences de la langue »], Bucarest, Editura științifică, 1997  (ISBN 973-440229-3) (consulté le 3 octobre 2019)
- (ro) Brâncuș, Grigore, Introducere în istoria limbii române I, [« Introduction à l’histoire de la langue roumaine »], 2de édition, Bucarest, Editura Fundației România de Mâine, 2005,  (ISBN 973-725-219-5) (consulté le 3 octobre 2019)
- (en) Bussmann, Hadumod (dir.), Dictionary of Language and Linguistics [« Dictionnaire de la langue et de la linguistique »], Londres – New York, Routledge, 1998  (ISBN 0-203-98005-0) (consulté le 3 octobre 2019)
- Cerquiglini, Bernard, Les langues de la France. Rapport au Ministre de l’Éducation Nationale, de la Recherche et de la Technologie, et à la Ministre de la Culture et de la Communication, avril 1999 (consulté le 3 octobre 2019)
- (ro) Constantinescu-Dobridor, Gheorghe, Dicționar de termeni lingvistici [« Dictionnaire de termes linguistiques »], Bucarest, Teora, 1998 ; en ligne : Dexonline (DTL) (consulté le 3 octobre 2019)
- (en) Crystal, David, A Dictionary of Linguistics and Phonetics [« Dictionnaire de linguistique et de phonétique »], 4e édition, Blackwell Publishing, 2008  (ISBN 978-1-4051-5296-9) (consulté le 21 avril 2023)
- Dubois, Jean et al., Dictionnaire de linguistique, Paris, Larousse-Bordas/VUEF, 2002 (consulté le 21 avril 2023)
- (en) Eifring, Halvor et Theil, Rolf, Linguistics for Students of Asian and African Languages [« Linguistique pour les étudiants en langues asiatiques et africaines »], Université d’Oslo, 2005 (consulté le 3 octobre 2019)
- (hu) Gerstner, Károly, « 16. fejezet – A magyar nyelv szókészlete » [« Chapitre 16 – Lexique de la langue hongroise »], Kiefer, Ferenc (dir.), Magyar nyelv [« La langue hongroise »], Budapest, Akadémiai Kiadó, 2006  (ISBN 963-05-8324-0), p. 306-334 (consulté le 21 avril 2023)
- (ru) Iartseva, V. N. (dir.), Лингвистический энциклопедический словарь [« Dictionnaire encyclopédique de linguistique »], Moscou, Sovietskaïa Entsiklopedia, 1990 (consulté le 3 octobre 2019)
- (hu) Kálmán, László et Trón, Viktor, Bevezetés a nyelvtudományba [« Introduction à la linguistique »], 2de édition, augmentée, Budapest, Tinta, 2007  (ISBN 978-963-7094-65-1) (consulté le 21 avril 2023)
- (hu) Kálmánné Bors, Irén et A. Jászó, Anna, « Az egyszerű mondat » [« La phrase simple »], A. Jászó, Anna (dir.), A magyar nyelv könyve [« Le livre de la langue hongroise »], 8e édition, Budapest, Trezor, 2007  (ISBN 978-963-8144-19-5), p. 345-436 (consulté le 3 octobre 2019)
- (hu) Király, Lajos, « A mai magyar nyelvjárások » [« Les dialectes hongrois d’aujourd’hui »], A. Jászó, Anna (dir.), A magyar nyelv könyve [« Le livre de la langue hongroise »], 8e édition, Budapest, Trezor, 2007  (ISBN 978-963-8144-19-5), p. 641-686 (consulté le 3 octobre 2019)
- (hu) Kiss, Jenő, « 18. fejezet – Nyelvjárások, regionális nyelvváltozatok » [« Chapitre 18 – Dialectes, variétés de langue régionales »], Kiefer, Ferenc (dir.), Magyar nyelv, [« La langue hongroise »], Budapest, Akadémiai Kiadó, 2006  (ISBN 963-05-8324-0), p. 358-379 (consulté le 21 avril 2023)
- Moreau, Marie-Louise (dir.), Sociologie. Les concepts de base, 2e édition, Hayen, Mardaga, 1997,  (ISBN 2-87009-664-X) (consulté le 3 octobre 2019)
- Thibault, André, Francophonie et variété des français, cours universitaire, Université Paris-Sorbonne (Paris IV), 2014 (consulté le 3 octobre 2019)